# Pearl Jam 2005 North American/Latin American Tour
Pearl Jam 2005 North American/Latin American Tour è il tour intrapreso dai Pearl Jam nel 2005, successivo al Vote for Change tour.

## Storia
I "bootleg ufficiali" per questi show, furono resi disponibili sul sito web della band, in formato MP3. Il tour iniziò con uno show per raccogliere fondi in favore del politico democratico Jon Tester. Dopo lo show al Gorge Amphitheater, la band intraprese una serie di concerti in Canada.
Successivamente suonarono a Pittsburgh, in supporto ai Rolling Stones e poi in due occasioni al casinò Borgata di Atlantic City e a Philadelphia. Il concerto conclusivo del tour nordamericano, fu tenuto alla House of Blues di Chicago, per guadagnare fondi da donare alle vittime dell'uragano Katrina. Il tour si concluse definitivamente nel 2005, con tre show in Messico. Lo show al Gorge Amphitheater è stato pubblicato come parte integrante del box-set Live at the Gorge 05/06.

## Date

### America del Nord
- 29/08/05 -  Missoula, Montana, USA - Adams Event Center, University of Montana
- 01/09/05 -  George, Washington, USA - The Gorge Amphitheatre
- 02/09/05 -  Vancouver, Columbia Britannica, Canada - GM Place
- 04/09/05 -  Calgary, Alberta, Canada - Pengrowth Saddledome
- 05/09/05 -  Edmonton, Alberta, Canada - Rexall Place
- 07/09/05 -  Saskatoon, Saskatchewan, Canada - Credit Union Centre
- 08/09/05 -  Winnipeg, Manitoba, Canada - MTS Centre
- 09/09/05 -  Thunder Bay, Ontario, Canada - Fort William Gardens
- 11/09/05 -  Kitchener, Ontario, Canada - Kitchener Memorial Auditorium Complex
- 12/09/05 -  London, Ontario, Canada - John Labatt Centre
- 13/09/05 -  Hamilton, Ontario, Canada - Copps Coliseum
- 15/09/05 -  Montréal, Québec, Canada - Bell Centre
- 16/09/05 -  Ottawa, Ontario, Canada - Scotiabank Place
- 19/09/05 -  Toronto, Ontario, Canada - Air Canada Centre
- 20/09/05 -  Québec, Québec, Canada - Colisée Pepsi
- 22/09/05 -  Halifax, Nuova Scozia, Canada - Halifax Metro Centre
- 24/09/05 -  St. John's, Terranova e Labrador, Canada - Mile One Centre
- 25/09/05 -  St. John's, Terranova e Labrador, Canada - Mile One Centre
- 28/09/05 -  Pittsburgh, Pennsylvania, USA - PNC Park (in supporto dei The Rolling Stones)
- 30/09/05 -  Atlantic City, New Jersey, USA - Borgata
- 01/10/05 -  Atlantic City, New Jersey, USA - Borgata
- 03/10/05 -  Filadelfia, Pennsylvania, USA - Wachovia Center
- 05/10/05 -  Chicago, Illinois, USA - House of Blues

### America Latina
- 22/11/05 -  Santiago del Cile, Cile - Estadio San Carlos de Apoquindo
- 23/11/05 -  Santiago del Cile, Cile - Estadio San Carlos de Apoquindo
- 25/11/05 -  Buenos Aires, Argentina - Estadio Ricardo Etcheverry
- 26/11/05 -  Buenos Aires, Argentina - Estadio Ricardo Etcheverry
- 28/11/05 -  Porto Alegre, Brasile - Gigantinho Gymnasium
- 30/11/05 -  Curitiba, Brasile - Pedreira Paulo Leminsky
- 02/12/05 -  San Paolo, Brasile - Estádio do Pacaembu
- 03/12/05 -  San Paolo, Brasile - Estádio do Pacaembu
- 04/12/05 -  Rio de Janeiro, Brasile - Sambadrome
- 07/12/05 -  Monterrey, Messico - Monterrey Arena
- 09/12/05 -  Città del Messico, Messico - Palacio de los Deportes
- 10/12/05 -  Città del Messico, Messico - Palacio de los Deportes

## Formazione
- Jeff Ament - Basso
- Stone Gossard - Chitarra ritmica
- Mike McCready - Chitarra solista
- Eddie Vedder - Voce, chitarra
- Matt Cameron - Batteria

Musicisti addizionali:
- Boom Gaspar - Hammond B3 e tastiere

## Gruppi di spalla
America del Nord
- The Briefs - (29/08/05)
- The Supersuckers - (09/02/05-09/09/05)
- Sleater-Kinney - (11/09/05-22/09/05, 30/09/05-03/10/05)
- Wintersleep - (25/09/05)
- Robert Plant - (05/10/05)

America Latina
- Mudhoney - (22/11/05-10/12/105)